# Palácová dáma
Palácová dáma (něm. Palastdame) je označení čestného úřadu dvorní dámy v habsburské monarchii a Rakousku (Rakousko-Uhersku) určeného výlučně pro šlechtičny.

## Možnosti nabytí úřadu
Titul byl udílen jen vdaným ženám nebo vdovám. Stejně jako v případě stolníků se u palácových dam nepožadoval původ ze staré šlechty, ale pouze držba šlechtického titulu. Vnitřně však byl tento titul přísně hierarchizován, což zajišťovalo dominantní postavení členkám starých šlechtických rodů. Hodnost umožňovala nositelce přístup ke dvoru, pokud jej samozřejmě neměla již dříve. Podle dvorského řádu stála na špici palácových dam vrchní hofmistryně císařovny, nebo – v případě, že ještě nebyla jmenována nebo se nemohla příslušné slavnosti zúčastnit – touto funkcí pověřená palácová dáma. Po ní následovaly manželky a následně vdovy po hlavách panujících knížecích rodů, další místa náležela manželkám a vdovám ostatních členů těchto knížecích rodů a na konci stály manželky a vdovy členů nepanujících knížecích rodů. Další skupinu tvořily manželky a vdovy tajných radů a následně komořích. Rozhodující pro pořadí těchto palácových dam bylo datum jmenování jejich manžela do příslušného úřadu. Na posledním místě pak stály všechny ostatní dámy seřazené podle data jmenování a rozdělené na vdané ženy a vdovy. Právě v této skupině se nacházel nejvyšší počet žen z novošlechtických rodin.